# 堀川戎神社
堀川戎神社（ほりかわえびすじんじゃ）は、大阪市北区にある神社。旧社格は村社。大阪市内および近畿一円では、大阪市内南部の今宮戎神社および兵庫県西宮市の西宮神社と共に商売繁盛の神様として知られている。「堀川のえべっさん」または「キタのえべっさん」として知られ、毎年1月9日から11日にかけて十日戎（とおかえびす）が開催される。

## 歴史
社伝によれば、欽明天皇の時代、止美連吉雄が蛭子大神の神託により堀江で玉を得、それを神体として富島に蛭子大神を祀ったのに始まる。当時は瓊見社（たまみのやしろ）・止美社（とみのやしろ）と呼ばれていた。白雉2年（651年）に少彦名命（淡島明神）、大宝3年（703年）に天太玉命を配祀した。
平治元年（1159年）、平治の乱を避けて丹波国何鹿郡山家に遷座した。文和年間（1352年 - 1355年）に現在地に遷座し、以降、堀川戎社と呼ばれるようになった。
江戸時代中頃より祭礼が盛り上がり、やがてミナミの今宮えびすとキタの堀川えびすが大阪の十日えびすを代表するようになる。また今宮戎、西宮神社（西宮戎）と並び、「三大戎」に数えられる。
1907年（明治40年）、近隣の神社を合祀して「堀川神社」に改称し、村社に列格した。1945年（昭和20年）6月1日に行われた第2回大阪大空襲で全ての建物を焼失したが、1963年（昭和38年）に本殿が再建された。

## 祭神
- 主祭神 - 蛭児大神（蛭子大神）
- 配祀神 - 少彦名命、天太玉命

## 境内
- 本殿 - 1963年（昭和38年）再建。
- 拝殿 - 1963年（昭和38年）再建。
- 社務所
- 淡島神社
- 松尾工匠神社
- 大国主社
- 菅原社
- 榎木神社 - 1958年（昭和33年）再建。下記詳述。

### 榎木神社

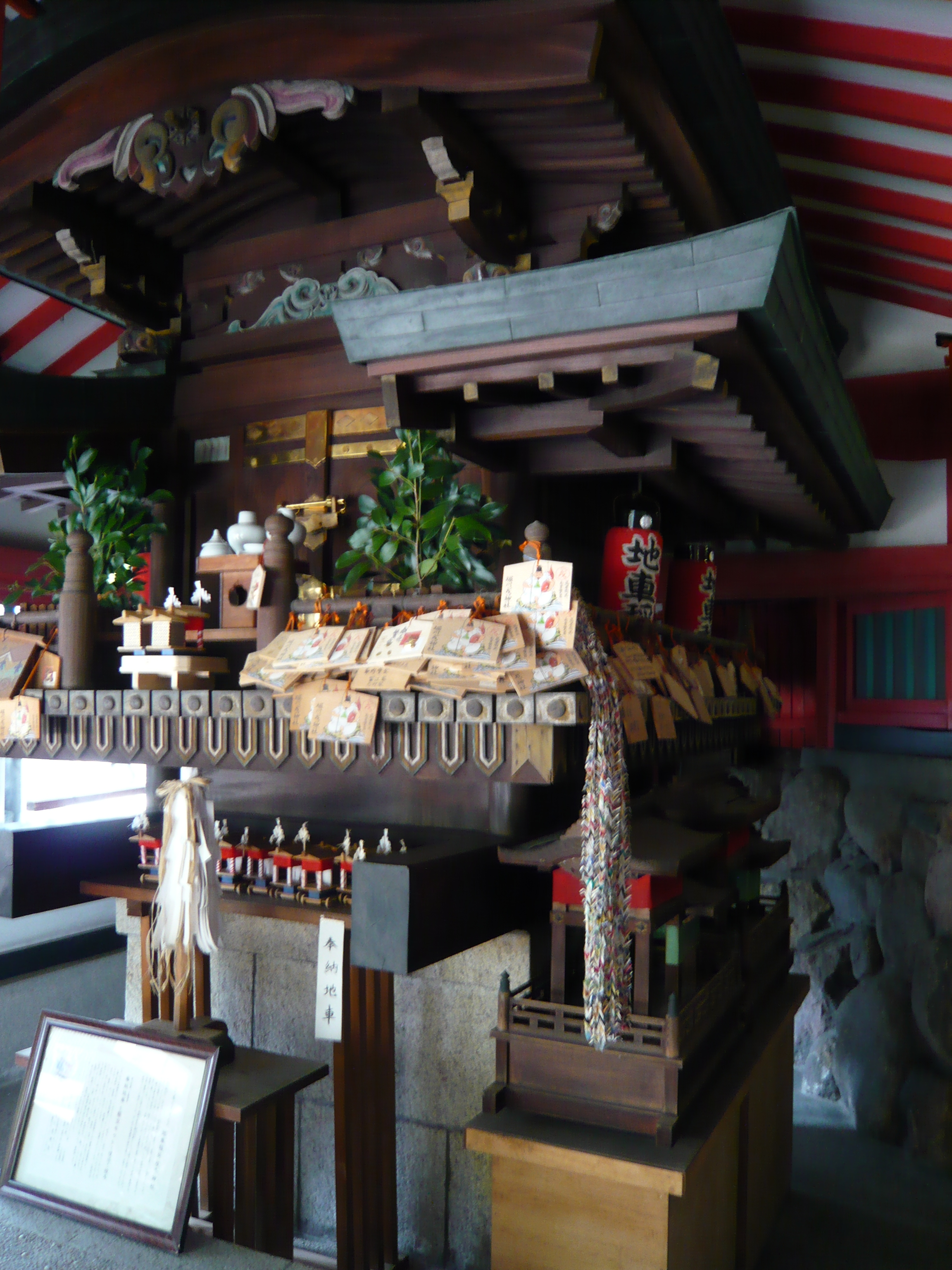
地車稲荷本殿

榎木神社（えのきじんじゃ）は、堀川戎神社の境内社である。本殿は地車（だんじり）の形をしており、地車（だんじり）稲荷の通称で知られる。木の神・句句廼知神と稲荷神・宇賀御魂神を祀る。
元は天満堀川の堀止めの側に榎があり、その根元に木の神・句句廼知神を祀る祠があった。天保9年（1838年）に天満堀川が大川まで通される工事が行われると、翌天保10年（1839年）に本殿・拝殿を造営して正式に榎木神社が創建される。祭神として堀川戎神社末社の稲生神社の分霊を合祀し、稲生神社別魂榎木神社として成立した。
1907年（明治40年）に神社合祀により堀川戎神社と合併して同社境内に遷座し、11尺×7尺の大地車を本殿として祀った。1945年（昭和20年）6月1日の第2回大阪大空襲で焼失したが、1958年（昭和33年）、現在地に地車型の本殿を再建した。
かつての榎の大木の根元には吉兵衛という老狸が住んでおり、毎夜、決まった時間に地車囃子の真似をしていたと伝えられる。本殿が地車型なのはその為である。地車稲荷の神使は狐ではなく狸である。願い事が叶うとその夜に地車囃子が聞こえるとされ、願いが叶ったお礼として地車の模型や絵馬を奉納する習わしとなっている。

## 祭事
- 1月9日 - 11日：十日戎宝の市神事
- 4月20日：春大祭
- 11月20日：例祭

## 交通
- 最寄駅：OsakaMetro（谷町線・堺筋線）「南森町駅」、JR東西線「大阪天満宮駅」